# Saint-Bonnet-des-Quarts
Saint-Bonnet-des-Quarts è un comune francese di 353 abitanti situato nel dipartimento della Loira della regione dell'Alvernia-Rodano-Alpi.

## Società

### Evoluzione demografica
Abitanti censiti